# Stefania Jastrzębowska
Stefania Maria Jastrzębowska ps. „Okrzejowa” (ur. 2 września 1889 w Warszawie, zm. 14 kwietnia 1919 w Lublinie) – organizatorka Oddziału Żeńskiego Polskich Drużyn Strzeleckich w Warszawie, kurierka i wywiadowczyni POW, żołnierz Oddziału Lotnego I Brygady Legionów Polskich w Warszawie, dama Orderu Virtuti Militari.

## Życiorys
Stefania Maria Jastrzębowska urodziła się 2 września 1889 w Warszawie w rodzinie Władysława i Teony Franciszki z d. Staweckiej. Miała pięcioro rodzeństwa. Od 1909 działała w pracach Organizacji Młodzieży Narodowej, a następnie „Zarzewia”. W 1910 brała udział w organizowaniu Oddziału Żeńskiego Polskich Drużyn Strzeleckich. Pod pseudonimem „Okrzejka” w Okręgu III Polskich Drużyn Strzeleckich była na stanowisku kierowniczki zbrojowni. Należała również do Polskiej Partii Socjalistycznej. Po wybuchu I wojny światowej wstąpiła do Polskiej Organizacji Wojskowej. Jako ,,Okrzejowa” uczestniczyła w organizowaniu Oddziału Żeńskiego POW Okręgu III w Warszawie. W listopadzie 1914 znalazła się w gronie dziesięciu członkiń POW, które postawiono do dyspozycji Oddziału Lotnego I Brygady Legionów Polskich, a którego zadaniem było prowadzenie akcji dywersyjnych na tyłach wojsk rosyjskich. Będąc kurierką i wywiadowczynią często przekraczała linię frontu, jeżdżąc m.in. do Lublina. Była pracownicą działu technicznego Oddziału Lotnego, m.in. urządziła i prowadziła w swoim mieszkaniu znajdującym się przy ul. Pięknej w Warszawie laboratorium materiałów wybuchowych, utrzymując je do momentu ustąpienia wojsk rosyjskich. Kiedy produkowano w jej mieszkaniu nitroglicerynę, doszło do wybuchów, wówczas Jastrzębowska wykazała się odwagą i opanowaniem, wynosząc z zagrożonego pomieszczenia wszystkie materiały wybuchowe, które były już wyprodukowane. Ryzykowała utratą życia, kiedy z własnej woli pozostała w zagrożonym mieszkaniu po tym, jak w lipcu 1915 Rosjanie aresztowali kierownika laboratorium porucznika E. Rybickiego, który wówczas stale tam pomieszkiwał. W sierpniu 1915, kiedy Niemcy zajęli Warszawę, Stefania objęła Sekretariat I b Okręgu POW. Wynajęła, również na swoje nazwisko, mieszkanie, które znajdowało się przy Al. Ujazdowskich, a faktycznie będące biurem organizacji, a także miejscem, w którym były przechowywane zagrożone peowiaczki (,,przytulisko”). W grudniu wynajęła kolejny lokal przy ul. Wareckiej, w którym działało biuro Centralnego Komitetu Narodowego, Składnica Wydawnictw POW, stacja pocztowa oraz administracja „Rządu i Wojska”. Mimo iż lokal został zdekonspirowany i doszło do nagłej rewizji, uniknęła aresztowania, ukrywając się przez kilka dni w Warszawie, a następnie wyjechała do Lublina. Tam działała dalej w POW, w Pogotowiu Wojennym PPS, a także pracowała w gospodzie robotniczej PPS. Była uczestniczką rozbrajania wojska austriackiego w Lublinie oraz tworzenia tam władz polskich. W marcu 1919 wyszła za mąż za Nowosława Słowińskiego, oboje zmarli śmiercią tragiczną, Stefania dnia 14 kwietnia 1919 – w dwa dni po śmierci męża.
Oboje zostali pochowani w jednej mogile w Kwaterze Wojskowej cmentarza przy ul. Lipowej w Lublinie.
W pośmiertnych wspomnieniach poświęconych Stefanii Jastrzębowskiej jej towarzyszki z pracy w organizacjach niepodległościowych napisały, że była ona:

małomówna i niezwykle skromna, rzadko komu opowiadająca o sobie. Zrównoważona, spokojna i wytrwała, nazywana „Okrzejką". Raczej brzydka niż ładna, z krótko obciętymi włosami (nie było to wówczas modne!), zawsze odziana na czarno, skromnie. Stefania Jastrzębowska żyła poświęceniem i samozaparciem.

Stefania Maria Jastrzębowska dekretem Naczelnika Państwa i Naczelnego Wodza z 17 maja 1922 została odznaczona pośmiertnie Krzyżem Srebrnym Orderu Wojskowego Virtuti Militari nr 7685.